# Hartverscheurend
Hartverscheurend is een Nederlandse film uit 1993 van Mijke de Jong met Mark Rietman, Marieke Heebink en André Arend van de Noord. De film is gebaseerd op een scenario van Jan Eilander en Mijke de Jong. De film heeft als internationale titels Love Hurts en Heart-rending.

## Verhaal
Een film over twee mensen die niet met, maar ook niet zonder elkaar kunnen leven. Bob (Rietman) is een gesettelde advocaat en heeft met drie collega's een klein kantoor. Hij woont in een van de betere wijken van Amsterdam. Lou (Heebink) is een van de laatste stadsnomaden. Ze woont op een oude boot in het door 'yuppificatie' bedreigde oostelijke havengebied. Alleen wanneer ze vrijen of ruzie maken, vallen hun karakters samen. De ruzies oefenen een verlammende invloed uit op hun dagelijks leven: Bob verliest zich in zijn werk, Lou in excessief gedrag, terwijl haar wereld letterlijk en figuurlijk om haar heen wordt afgebroken. De film speelt zich af in het oude havengebied aan de oevers van het IJ te Amsterdam. Stadsvernieuwing, illegale immigranten en aids zijn de problemen van de jaren negentig die aan de orde komen.

## Rolverdeling
| Acteur                | Personage   |
| --------------------- | ----------- |
| Marieke Heebink       | Lou         |
| Mark Rietman          | Bob         |
| André-Arend van Noord | Johnny      |
| Mientje Kleijer       | Marcia      |
| Tenar Çatalpinar      | Kemal       |
| Roef Ragas            | Maarten     |
| Gerrit Albada         | Cameraman   |
| Karina De Koning      | Rechter     |
| Jan Eilander          | Interviewer |
| Javier Hidalgo        | Ricardo     |
| Jerónimo Molero       | Ober        |
| Ruud Van der Heyde    | Geluidsman  |

## Prijzen/nominaties
- de Swissair Juryprijs in Locarno, Zwitserland
- derde prijs van de Jury der Jongeren op het Internationaal filmfestival van Locarno
- 1993, Prijs van de Nederlandse filmkritiek

## Trivia
- Het Amerikaanse vakblad Variety publiceerde een enthousiaste recensie van de film, waarin vooral de acteerprestaties van de twee hoofdpersonen werden geroemd.